# Équipe de France de football en 2009
Maillots
L'équipe de France de football participe en 2009 à la suite et à la fin des qualifications pour le Mondial 2010, en Afrique du Sud. L'équipe de France est entraînée par Raymond Domenech qui est assisté par Pierre Mankowski et Alain Boghossian.

## Résumé de la saison
À l'instar de l'année 2008, l'Équipe de France réalise des performances poussives lors du premier semestre de l'année 2009. Ainsi, les Bleus commencent par une défaite face à l'Argentine (0-2), puis s'impose difficilement contre la Lituanie par deux fois sur la plus petite des marges (0-1 ; 1-0) grâce à Franck Ribéry. Ensuite elle joue deux matchs amicaux en juin, qui se soldent par une nouvelle défaite face au Nigeria (0-1), puis par une victoire face à la Turquie (1-0 sur pénalty)
À la suite de ces matchs loin d'être rassurants, l'Équipe de France rentre dans la dernière ligne droite des éliminatoires tout d'abord en battant difficilement les îles Féroé 1-0. Ensuite, elle fait deux matches nuls d'abord contre la Roumanie (1-1, buts de Henry et Escudé contre son camp) puis contre la Serbie au Marakana dans un match considéré comme la finale de son groupe qualificatif (1-1, but de Stankovic sur pénalty et de Henry pour la France). À partir de ce moment-là, la France semble condamnée à la deuxième place du Groupe 7, synonyme de participation aux barrages. Les deux victoires contre les îles Féroé 5-0 et contre l'Autriche 3-1 ne font qu'entériner ce constat.
L'équipe de France dispute donc sa place en Coupe du monde en barrages face à la république d'Irlande. Lors du match aller à Croke Park, c'est la France qui réussit à s'imposer grâce à un but de Nicolas Anelka à la 71e minute qui place la France en ballotage très favorable pour la qualification quatre jours avant le match retour au Stade de France qui a lieu le mercredi 18 novembre 2009. Néanmoins, lors du match retour, les choses se corsent très sérieusement pour les Bleus en raison d'un but de l'attaquant irlandais Robbie Keane à la 33e minute. Lors de ce match, la France semble très largement inférieure à l'Irlande et ne doit son salut que grâce à l'énorme prestation de son jeune gardien Hugo Lloris. C'est donc quasi miraculeusement que la France gagne le droit de disputer des prolongations, les deux équipes étant à égalité parfaite et ne pouvant pas être départagées par la règle du but à l'extérieur. Or, à la 103e minute, le capitaine des bleus Thierry Henry reçoit de la main gauche un coup franc tiré par Florent Malouda, puis fait une passe décisive (en accompagnant son geste de la main droite) pour William Gallas qui inscrit ainsi le but de l'égalisation, soulevant ainsi la colère de l'équipe Irlandaise. Néanmoins, l'arbitre n'ayant pas vu le contrôle du bras il valide le but, but qui permet ainsi à la France de se qualifier pour la Coupe du monde de football de 2010 dans la controverse, les Irlandais semblant en de nombreuses fois en mesure de se qualifier, qualification dont elle est privée par un but normalement non valable.
La polémique est ainsi très vive dans les jours qui suivent, la Fédération d'Irlande de football, appuyée par le Premier Ministre Brian Cowen demandant que le match soit rejoué, à l'encontre néanmoins du règlement de la FIFA qui stipule que les décisions de l'arbitre sont irrévocables.
L'attitude de Thierry Henry est également critiquée et brocardée. Sur l'action qui dure très rapidement (1 seconde), il est difficile de dire si son 1er contrôle du bras a été volontaire. Ce dernier demande donc également que la match soit rejoué. Néanmoins, certains ont plutôt vu de sa part une tentative de rehausser son image après ce fait de jeu peu glorieux, la FIFA ayant définitivement entériné le résultat du match. Sur cette même action, un joueur français en position passif de hors-jeu se fait bousculer dans la surface de réparation. Cela provoqua de nombreuses confusions et interprétations.

### Évolution du coefficient FIFA
Le tableau ci-dessous présente les coefficients mensuels de l'équipe de France publiés par la FIFA durant l'année 2009.
| Mois | janv. | fév. | mars | avril | mai | juin | juillet | août | sept. | oct. | nov. | déc. |
| Rang | 11    | 11   | 12   | 10    | 10  | 10   | 9       | 9    | 10    | 9    | 7    | 7    |

## Les matchs des A
| Date             | Stade                                             | Adversaire           | Score    | Comp       | Buteurs français                                    |
| 11 février 2009  | Stade Vélodrome Marseille, France                 | Argentine            | 0-2      | A          | -                                                   |
| 28 mars 2009     | S. Darius and S. Girėnas Stadium Kaunas, Lituanie | Lituanie             | 1-0      | QCM        | Ribéry 67e                                          |
| 1er avril 2009   | Stade de France Saint-Denis, France               | Lituanie             | 1-0      | QCM        | Ribéry 75e                                          |
| 2 juin 2009      | Stade Geoffroy-Guichard Saint-Étienne, France     | Nigeria              | 0-1      | A          | -                                                   |
| 6 juin 2009      | Stade de Gerland Lyon, France                     | Turquie              | 1-0      | A          | Benzema 38e (pen.)                                  |
| 12 août 2009     | Tórsvøllur Tórshavn, Îles Féroé                   | Îles Féroé           | 0-1      | QCM        | Gignac 42e                                          |
| 5 septembre 2009 | Stade de France Saint-Denis, France               | Roumanie             | 1-1      | QCM        | Henry 48e                                           |
| 9 septembre 2009 | Stade de l'Étoile rouge Belgrade, Serbie          | Serbie               | 1-1      | QCM        | Henry 31e                                           |
| 10 octobre 2009  | Stade du Roudourou Guingamp, France               | Îles Féroé           | 5-0      | QCM        | Gignac 35e 39e, Gallas 53e, Anelka 86e, Benzema 88e |
| 14 octobre 2009  | Stade de France Saint-Denis, France               | Autriche             | 3-1      | QCM        | Benzema 18e, Henry 26e (pen.), Gignac 66e           |
| 14 novembre 2009 | Croke Park Dublin, Irlande                        | République d'Irlande | 0-1      | Barrage CM | Anelka 72e                                          |
| 18 novembre 2009 | Stade de France Saint-Denis, France               | République d'Irlande | 1-1 a.p. | Barrage CM | Gallas 103e                                         |

## Résultats détaillés
| Match amical                                        | France | 0–2   | Argentine                 | Stade Vélodrome Marseille, France               |                                                 |
| 11 février 2009 · 21h00 · Historique des rencontres |        | (0-1) | Gutiérrez 41e · Messi 83e | Spectateurs : 60 000 Arbitrage : Jonas Eriksson | Spectateurs : 60 000 Arbitrage : Jonas Eriksson |

| CM - qualification                               | Lituanie | 0–1   | France     | S. Darius and S. Girėnas Stadium Kaunas, Lituanie |                                                |
| 28 mars 2009 · 21h00 · Historique des rencontres |          | (0–0) | Ribéry 67e | Spectateurs : 9 000 Arbitrage : Eric Braamhaar    | Spectateurs : 9 000 Arbitrage : Eric Braamhaar |

| CM - qualification                                 | France     | 1–0   | Lituanie | Stade de France Saint-Denis, France          |                                              |
| 1er avril 2009 · 21h00 · Historique des rencontres | Ribéry 75e | (0–0) |          | Spectateurs : 79 543 Arbitrage : Howard Webb | Spectateurs : 79 543 Arbitrage : Howard Webb |

| Match amical                                    | France | 0–1   | Nigeria    | Stade Geoffroy-Guichard Saint-Étienne, France |                                               |
| 2 juin 2009 · 21h00 · Historique des rencontres |        | (0–1) | Akpala 32e | Spectateurs : 25 000 Arbitrage : Matthew Dyer | Spectateurs : 25 000 Arbitrage : Matthew Dyer |

| Match amical                                    | France             | 1–0   | Turquie | Stade de Gerland Lyon, France                 |                                               |
| 6 juin 2009 · 21h00 · Historique des rencontres | Benzema 38e (pen.) | (1–0) |         | Spectateurs : 40 000 Arbitrage : Manuel Gräfe | Spectateurs : 40 000 Arbitrage : Manuel Gräfe |

| CM - qualification                               | Îles Féroé | 0–1   | France     | Tórsvøllur Tórshavn, Îles Féroé                      |                                                      |
| 12 août 2009 · 18h00 · Historique des rencontres |            | (0–1) | Gignac 42e | Spectateurs : 3 000 Arbitrage : Michális Koukoulákis | Spectateurs : 3 000 Arbitrage : Michális Koukoulákis |

| CM - qualification                                   | France    | 1–1   | Roumanie         | Stade de France Saint-Denis, France         |                                             |
| 5 septembre 2009 · 21h00 · Historique des rencontres | Henry 48e | (0–0) | Escudé 55e (csc) | Spectateurs : 78 209 Arbitrage : Ivan Bebek | Spectateurs : 78 209 Arbitrage : Ivan Bebek |

| CM - qualification                                   | Serbie      | 1–1   | France    | Stade de l'Étoile rouge Belgrade, Serbie         |                                                  |
| 9 septembre 2009 · 21h00 · Historique des rencontres | Milijaš 13e | (1–1) | Henry 31e | Spectateurs : 55 000 Arbitrage : Roberto Rosetti | Spectateurs : 55 000 Arbitrage : Roberto Rosetti |

| CM - qualification                                  | France                                                 | 5–0   | Îles Féroé | Stade du Roudourou Guingamp, France                              |                                                                  |
| 10 octobre 2009 · 21h00 · Historique des rencontres | Gignac 35e 39e · Gallas 53e · Anelka 86e · Benzema 88e | (2–0) |            | Spectateurs : 16 000 Arbitrage : Robert Małek puis 74' Paweł Gil | Spectateurs : 16 000 Arbitrage : Robert Małek puis 74' Paweł Gil |

| CM - qualification                                  | France                                      | 3–1   | Autriche  | Stade de France Saint-Denis, France            |                                                |
| 14 octobre 2009 · 21h00 · Historique des rencontres | Benzema 18e · Henry 26e (pen.) · Gignac 66e | (2–0) | Janko 48e | Spectateurs : 78 098 Arbitrage : Pedro Proença | Spectateurs : 78 098 Arbitrage : Pedro Proença |

| CM - barrages                                | République d'Irlande | 0–1   | France     | Croke Park Dublin, Irlande                   |                                              |
| 14 novembre 2009 · Historique des rencontres |                      | (0–0) | Anelka 72e | Spectateurs : 74 103 Arbitrage : Felix Brych | Spectateurs : 74 103 Arbitrage : Felix Brych |

| CM - barrages                                | France      | 1–1 a.p. | République d'Irlande | Stade de France Saint-Denis, France             |                                                 |
| 18 novembre 2009 · Historique des rencontres | Gallas 103e | (0–1)    | Keane 33e            | Spectateurs : 79 145 Arbitrage : Martin Hansson | Spectateurs : 79 145 Arbitrage : Martin Hansson |

## Les joueurs
| Joueurs                                    | Argentine | Lituanie | Lituanie | Nigeria | Turquie | Îles Féroé | Roumanie | Serbie | Îles Féroé | Autriche | Ireland | Ireland |
| Gardiens de but                            |           |          |          |         |         |            |          |        |            |          |         |         |
| Steve Mandanda (Olympique de Marseille)    | 90        | 90       | 90       | 90      |         |            |          | r81    | 90         |          |         |         |
| Hugo Lloris (OL)                           |           |          |          |         | 90      | 90         | 90       | 9      | susp.      | 90       | 90      | 120     |
| Défenseurs                                 |           |          |          |         |         |            |          |        |            |          |         |         |
| Éric Abidal (FC Barcelone)                 | 90        |          |          |         | 90      |            |          | 90     | 90         |          | 90      |         |
| William Gallas (Arsenal)                   | 90        | 90       | 90       |         |         | 90         | 90       | 90     | 90         |          | 90      | 120     |
| Bakary Sagna (Arsenal)                     | 90        | 90       | 90       |         | 90      | 90         | 90       | 90     | 90         |          | 90      | 120     |
| Philippe Mexès (AS Rome)                   | 90        |          |          |         | 90      |            |          |        |            |          |         |         |
| Sébastien Squillaci (FC Séville)           |           | 90       | 90       | 90      |         |            |          |        |            | 90       |         | r111    |
| Patrice Évra (Manchester United)           |           | 90       | 90       | 90      |         | 90         | 90       | 90     | 90         |          | 90      | 120     |
| Julien Escudé (FC Séville)                 |           |          |          | 90      |         | 90         | 90       |        |            | 90       |         | 9       |
| Rod Fanni (Stade rennais)                  |           |          |          | 90      |         |            |          |        |            | 90       |         |         |
| Jean-Alain Boumsong (OL)                   |           |          |          |         | 90      |            |          |        |            |          |         |         |
| Gaël Clichy (Arsenal)                      |           |          |          |         |         |            |          |        |            |          | 90      |         |
| Milieux                                    |           |          |          |         |         |            |          |        |            |          |         |         |
| Jérémy Toulalan (OL)                       | 90        | 90       |          | r45     | 90      | 90         | 90       | 90     | 62         |          |         |         |
| Lassana Diarra (Real Madrid)               | 90        | 90       | 90       |         | 90      | 90         | 90       | 90     | 90         | susp.    | 90      | 120     |
| Franck Ribéry (Bayern Munich)              | 90        | 90       | 90       | 70      | r32     | r25        | r34      | r13    |            |          |         |         |
| Yoann Gourcuff (Girondins de Bordeaux)     | 90        | 78       | 57       | r45     | 90      | 90         | 73       | 85     |            |          | 90      | 87      |
| Samir Nasri (Arsenal)                      |           | r12      |          |         |         |            |          |        |            |          |         |         |
| Alou Diarra (Girondins de Bordeaux)        |           |          | 90       | 45      |         |            |          | r5     |            | 90       | 90      | 120     |
| Patrick Vieira (Inter Milan)               |           |          |          | 90      |         |            |          |        |            |          |         |         |
| Florent Malouda (Chelsea)                  |           |          |          |         | 58      | 65         |          |        | r28        | 90       | r2      | r33     |
| Moussa Sissoko (Toulouse FC)               |           |          |          |         |         |            |          |        | r28        | 90       |         |         |
| Attaquants                                 |           |          |          |         |         |            |          |        |            |          |         |         |
| Nicolas Anelka (Chelsea)                   | 65        |          |          | 45      | 58      | 90         | 90       | 90     | 90         |          | 90      | 120     |
| Karim Benzema (OL puis Real Madrid)        | r25       | r26      | r33      | 45      | 45      |            | r17      |        | r17        | 79       |         |         |
| Thierry Henry (FC Barcelone)               | 90        | 90       | 90       |         |         |            | 90       | 77     | 90         | 51       | 90      | 120     |
| Peguy Luyindula (Paris-SG)                 |           | 64       | 69       |         |         |            |          |        |            |          |         |         |
| André-Pierre Gignac (Toulouse FC)          |           |          | r21      | r45     | r45     | 90         | 56       | 9      | 73         | r39      | 90      | 57      |
| Sidney Govou (OL)                          |           |          |          | r20     | r32     |            |          |        | 62         | 90       |         | r63     |
| Loïc Rémy (OGC Nice)                       |           |          |          | 90      |         |            |          |        |            |          |         |         |
| Bafétimbi Gomis (AS Saint-Étienne puis OL) |           |          |          |         |         |            |          |        |            | r11      |         |         |

## Maillot
Pour cette année 2009, l'équipe de France utilise un jeu de maillot confectionné par l'équipentier Adidas. À l'occasion des barrages face à l'Irlande, un nouveau maillot pour les matchs à domicile fait son apparition.
| Couleurs     | Bleu, blanc et rouge |           |              |                 |
| Marque       | Adidas               |           |              |                 |
| Domicile (1) | Domicile bis(1)      | Extérieur | Domicile (2) | Domicile bis(2) |

### Audiences télévisuelles
| Jour de diffusion | Match               | Compétition                                         | Diffuseur | Téléspectateurs | Part d'audience |
| 11 février 2009   | France – Argentine  | Amical                                              | TF1       | 8 420 000       | 36,3%           |
| 28 mars 2009      | Lituanie – France   | Qualifications Coupe du monde 2010                  | TF1       | 7 490 000       | 34,2%           |
| 1er avril 2009    | France – Lituanie   | Qualifications Coupe du monde 2010                  | TF1       | 9 474 000       | 40,2%           |
| 2 juin 2009       | France – Nigeria    | Amical                                              | TF1       | 6 190 000       | 26,8%           |
| 6 juin 2009       | France – Turquie    | Amical                                              | TF1       | 5 260 000       | 22,3%           |
| 12 aout 2009      | Îles Féroé – France | Qualifications Coupe du monde 2010                  | TF1       | 4 470 000       | 40,2%           |
| 5 septembre 2009  | France – Roumanie   | Qualifications Coupe du monde 2010                  | TF1       | 7 700 000       | 37,7%           |
| 9 septembre 2009  | Serbie – France     | Qualifications Coupe du monde 2010                  | TF1       | 9 270 000       | 38,7%           |
| 10 octobre 2009   | France – Îles Féroé | Qualifications Coupe du monde 2010                  | TF1       | 7 090 000       | 33,1%           |
| 14 octobre 2009   | France – Autriche   | Qualifications Coupe du monde 2010                  | TF1       | 7 030 000       | 29,5%           |
| 14 novembre 2009  | Irlande – France    | Qualifications Coupe du monde 2010 (Barrage aller)  | M6        | 8 172 000       | 35,1%           |
| 18 novembre 2009  | France – Irlande    | Qualifications Coupe du monde 2010 (Barrage retour) | TF1       | 11 659 000      | 47,3%           |